# فولر (کلرادو)
فولر (به انگلیسی: Fowler) شهری در ایالت کلرادو کشور ایالات متحده آمریکا است که جمعیت آن در سرشماری سال ۲۰۱۰ میلادی، ۱٬۱۸۲ نفر بوده‌است.

## نگارخانه

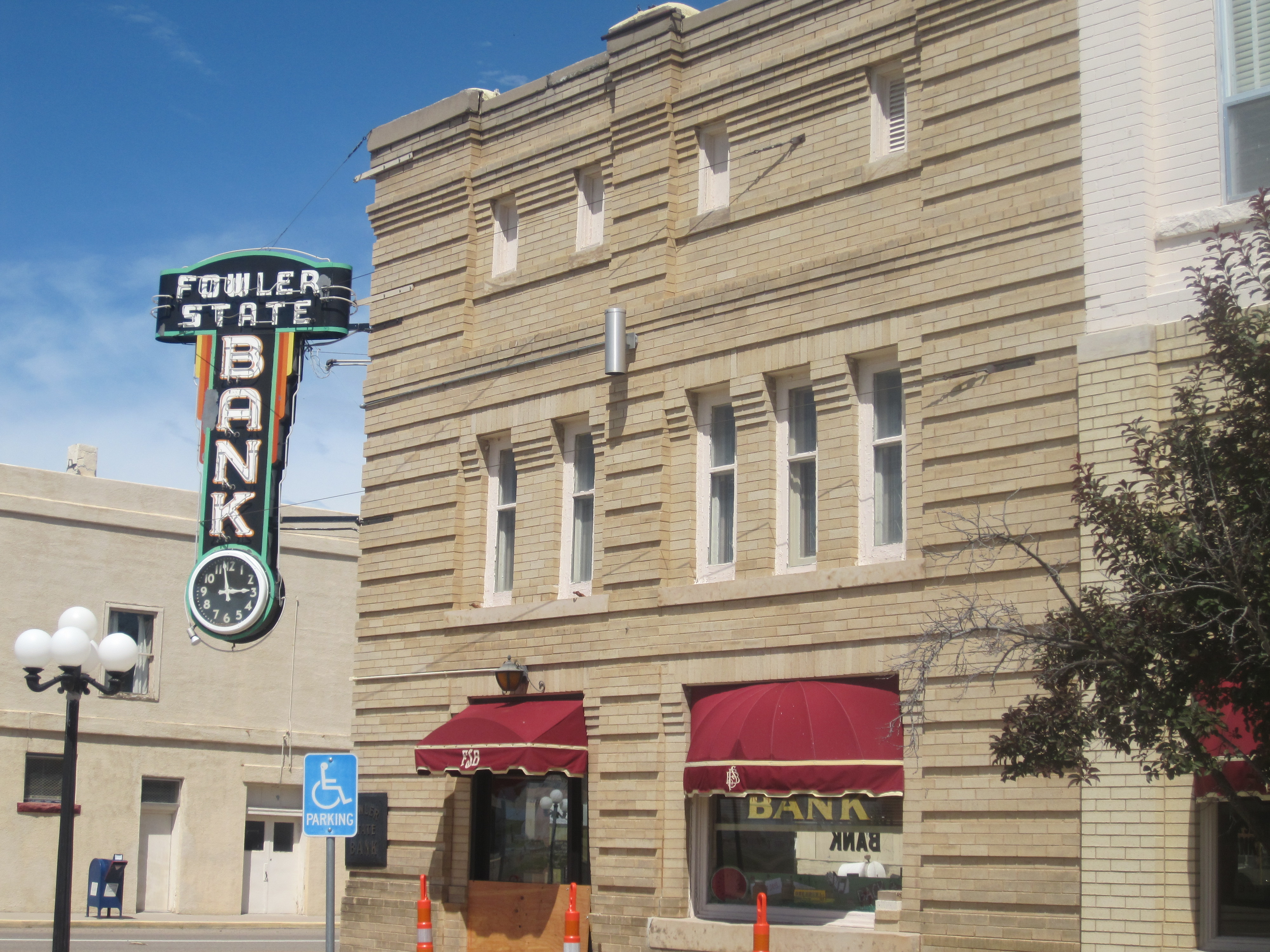
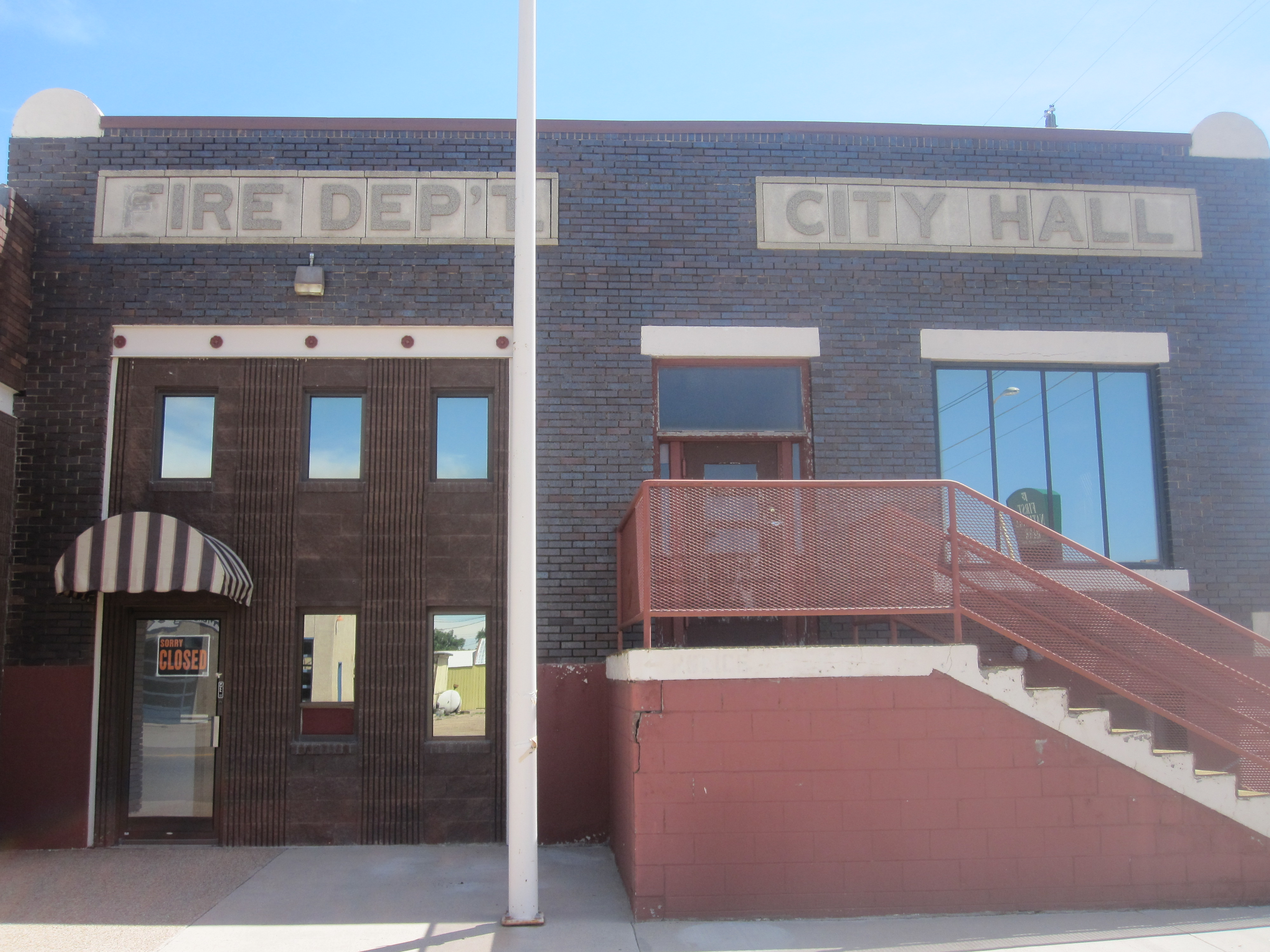
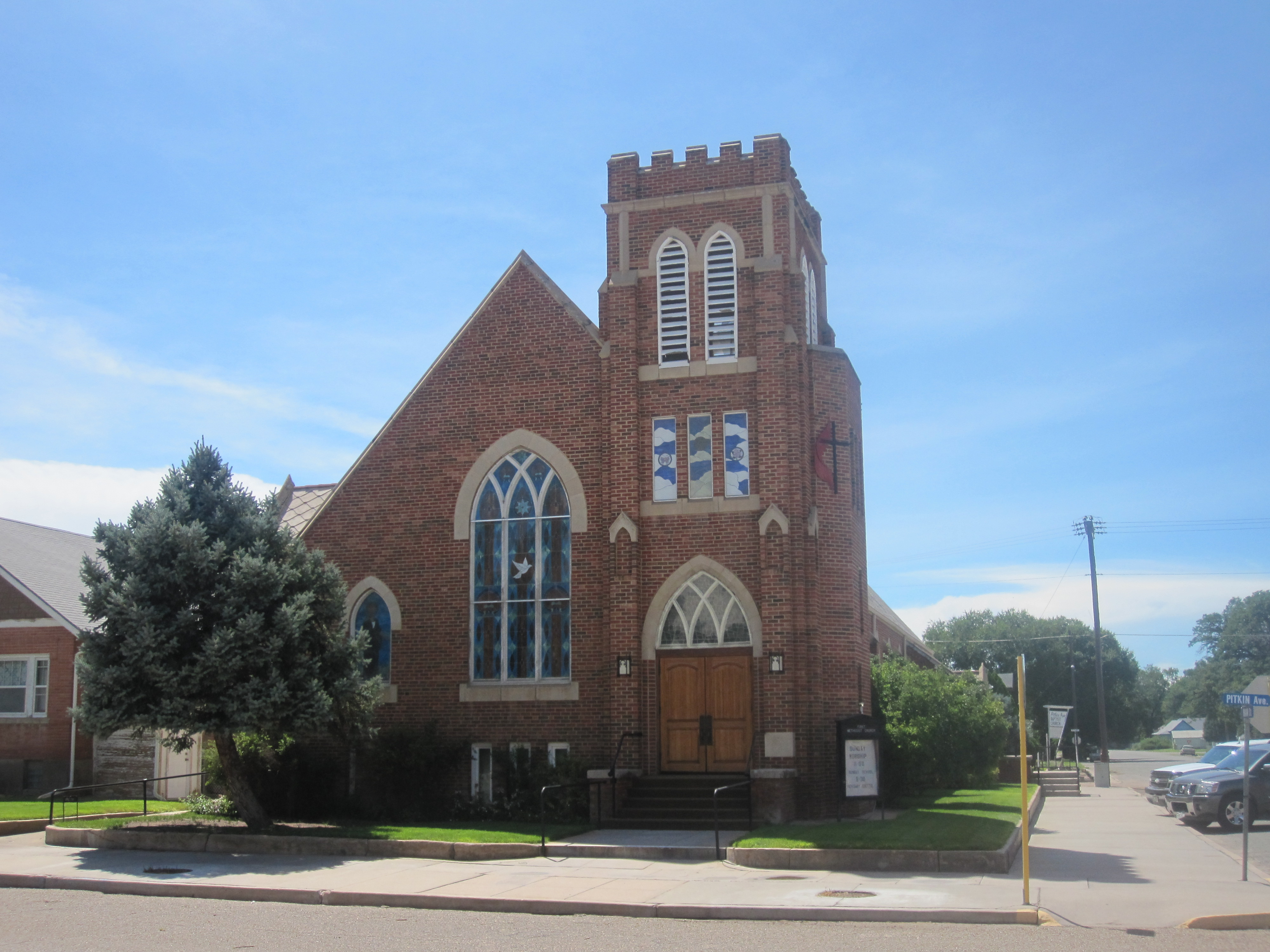
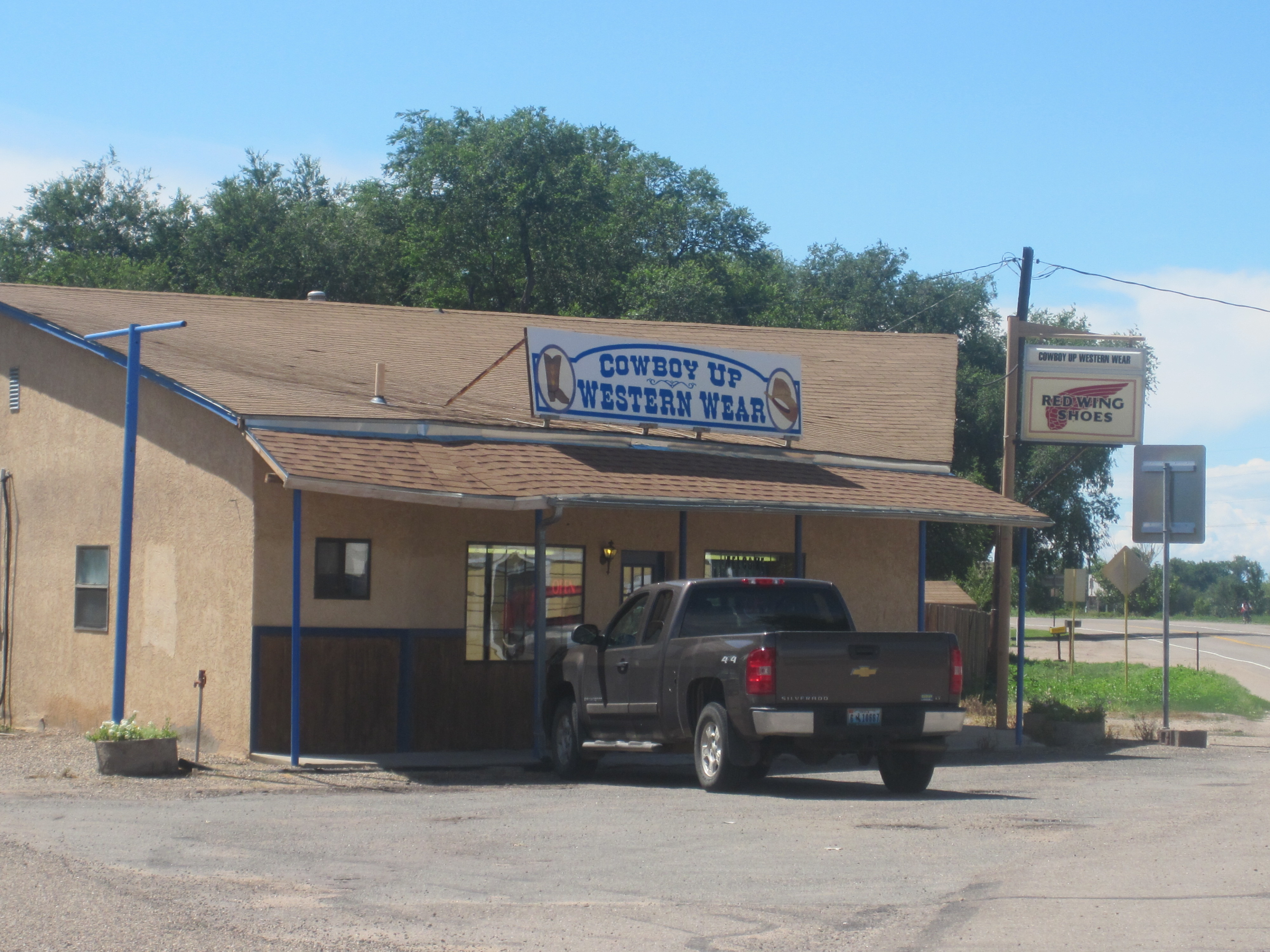
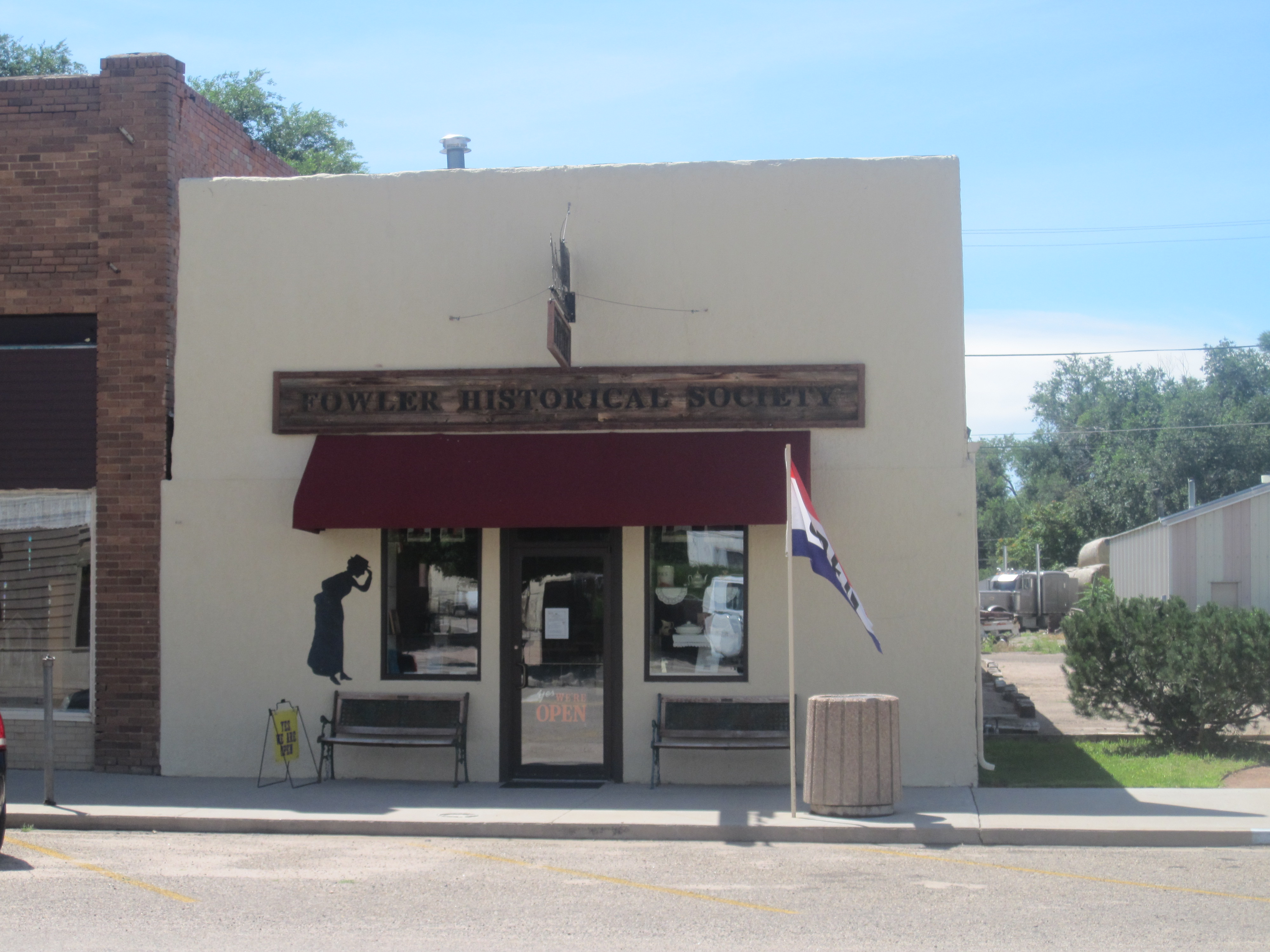